# Flåsjöån
Flåsjöån är ett vattendrag i nordvästra Ångermanland i Strömsunds kommun i Sverige. Åns längd är 10 kilometer och inklusive källflöden 80 kilometer. 
Flåsjöån avvattnar Flåsjön. Det är en av Hotingsåns två källarmar i Ångermanälvens avrinningsområde.